# Língua cambiuá
O cambiuá ou kambiwá foi uma língua indígena brasileira falada pelos índios kambiwás. É uma língua ainda não classificada.

## Vocabulário
Duas listas de palavras kambiwás coletadas por Wilbur Pickering no ano 1961 em Barreira, municipio de Petrolândia, estado do Pernambuco:

### Lista 1
Informante: Manoel de Souza
| Português                  | Kambiwá          |
| -------------------------- | ---------------- |
| bebê indígena              | ˈkɔ́lúmì          |
| fogo                       | ˈtóὶ             |
| fumo                       | ˈpɔ́ṛ̃ùi           |
| mulher                     | ˈšíˈtúrù         |
| cachimbo                   | ˈkákwì / ˈkwákwì |
| gado                       | ˈkǫ́ną̀            |
| homem branco (estrangeiro) | ˈtš̭yářίtš̭yà      |
| negro                      | tãˑˈkážúpì       |
| ovelha                     | ˈtyápɔsεřε̨       |
| peba                       | ˈr̃úpʌ̨̀ų̀           |
| porco-do-mato              | ˈtų́pàřà          |
| raposa                     | ˈfɔ́iàsà          |
| tamanduá                   | ˈfílípį̀          |
| tatu-bola                  | ˈkʌ̨́ñíkį̀          |

### Lista 2
Informante: Tenoro
| Português                                       | Kambiwá   |
| ----------------------------------------------- | --------- |
| fogo                                            | břázádò   |
| fumo                                            | pą̃ˈ húì   |
| abelha                                          | ˈkóìm     |
| água corrente                                   | bibi / ε  |
| bebida alcoólica indígena feita de jurema-preta | ʌ̨́žúˈkà    |
| bebida alcoólica indígena feita de murici       | álúˈà     |
| besta                                           | ˈtš̭yápàřú |
| homem branco                                    | ˈnεkřu    |
| ovelha                                          | púsέˈrὲ̨   |
| peba                                            | ˈgwášínì  |
| porco-do-mato                                   | pǫį       |
| veado                                           | ˈgwą́wų̀    |